# Agallia assimilis
Agallia assimilis är en insektsart som beskrevs av Carl Stål 1862. Agallia assimilis ingår i släktet Agallia och familjen dvärgstritar. Inga underarter finns listade i Catalogue of Life.